# Salouf
Salouf ⓘ (deutsch und bis 1943 offiziell Salux, lokal aufgrund der Diphthongverhärtung als [sa'lɔːkf] ausgesprochen) ist eine Ortschaft in der Gemeinde Surses, Kanton Graubünden.
Bis zum 31. Dezember 2015 war sie eine eigenständige politische Gemeinde. Am 1. Januar 2016 fusionierte Salouf mit den Gemeinden Bivio, Cunter, Marmorera, Mulegns, Riom-Parsonz, Savognin, Sur und Tinizong-Rona zur neuen Gemeinde Surses.

## Geographie

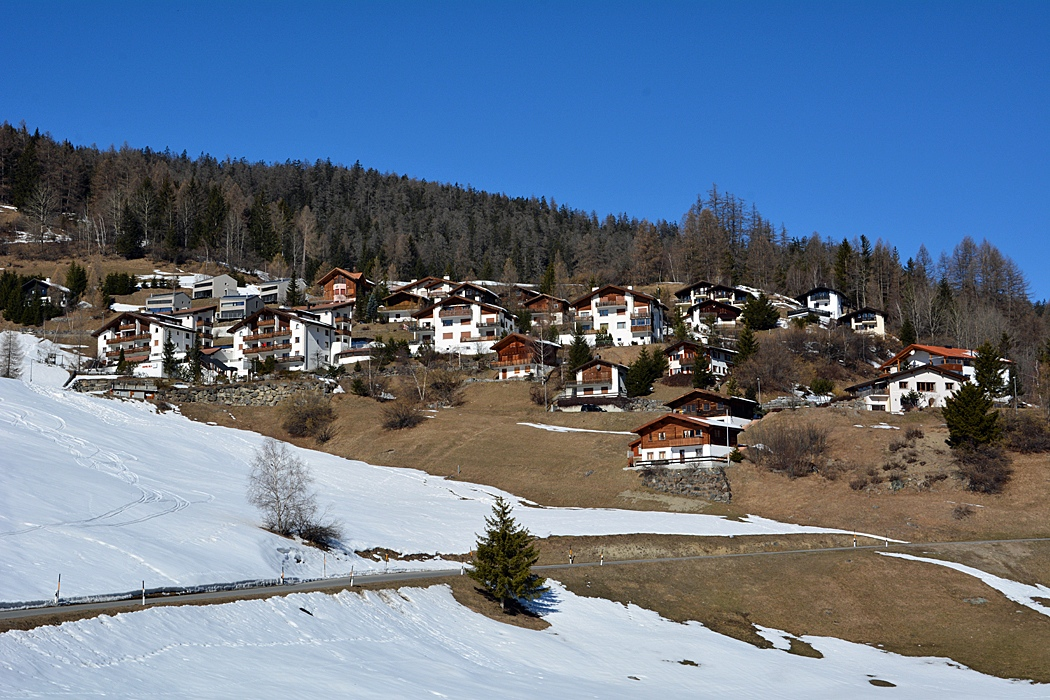
Weiler Pulens

Die ehemalige Gemeinde liegt auf einer Terrasse am Ostabhang des Piz Toissa (2657 m) links über dem Talgrund der Julia. Nebst dem Dorf gehören auch die Weiler Pulens (1386 m) und Del (1373 m) zur Kommune. Vom gesamten ehemaligen Gemeindegebiet von über 31 km² sind immerhin 1336 ha landwirtschaftlich nutzbar. Von dieser Fläche werden allerdings 1112 ha nur als Maiensässen genutzt. Weitere 885 ha sind von Wald und Gehölz bedeckt und 883 ha unproduktive Fläche (meist Gebirge im Westteil der Gemeinde). Der Rest von 37 ha ist Siedlungsfläche.

## Geschichte

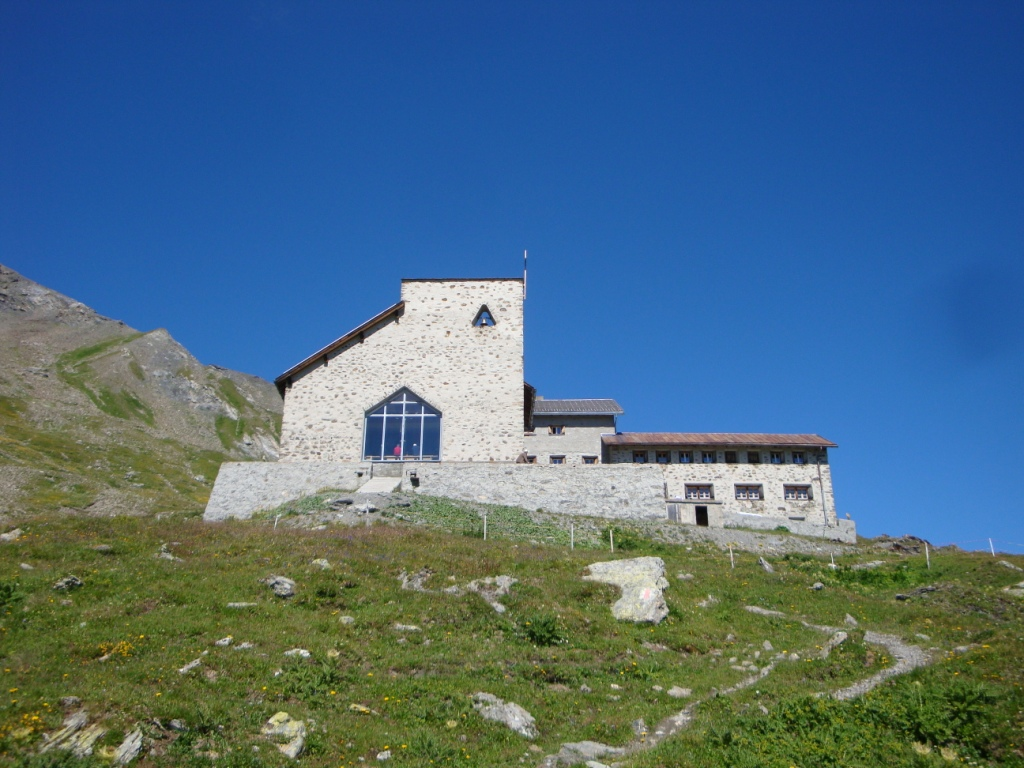
Ziteil

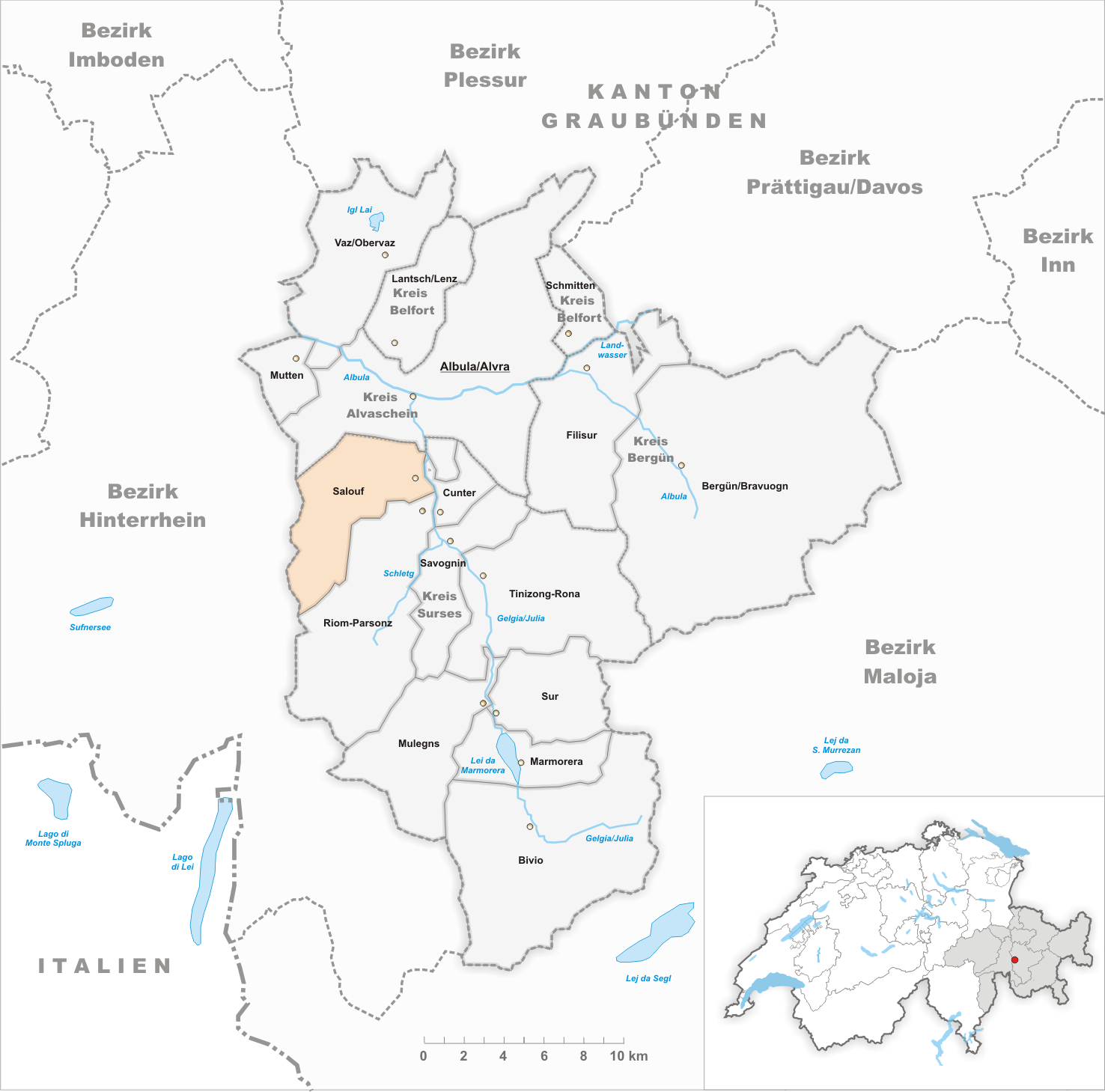
Gemeindestand vor der Fusion am 1. Januar 2016

Die erste bronzezeitliche Siedlung entstand um 2100 v. Chr. auf dem Motta Vallac, einer weithin sichtbaren Hügelkuppe, auf der Nordseite des heutigen Dorfes. Ebenfalls nachgewiesen wurden römische Siedlungsreste aus dem ersten nachchristlichen Jahrhundert. Salouf lag an der römischen und frühmittelalterlichen Septimerroute.
Der 1160 erwähnte Ritter de Salugo war ein Verwalter des bischöflichen Grosshofs. Nachfolger war die aus dem Dorf stammende Familie Fontana. Im Mittelalter bestand wohl eine rätoromanische Siedlung beim heutigen Weiler Del. Als gegen Ende des 13. Jahrhunderts die ersten deutschsprachigen Walser durch das Tal zogen, liessen sie sich hauptsächlich in der oberen Talhälfte und den Seitentälern nieder (Alp Flix, Radons und Val Faller). Doch auch in der unteren Talhälfte, auf dem Siedlungsgebiet des heutigen Dorfes Salouf, lebten bereits um 1300 Walser. In Salouf wurde vom Mittelalter an lange die Landsgemeinde abgehalten. Nach mehreren Pestausbrüchen im 14. und 15. Jahrhundert wurde die rätoromanische Siedlung in Del weitgehend aufgegeben und um die Walsersiedlung neu errichtet. Noch heute findet man in den Ortsteilen Mezvei und Sumvei als älteste Gebäude Bauten walserischen Ursprungs.
Der Reformation schloss sich das Dorf nicht an. 1290 ist die erste romanische Kirche erwähnt, die dem St. Georg geweiht ist. Sie wurde um 1500 teilweise neu gebaut und erhielt 1502 Netzgewölbe und Flügelaltar. 1637 bis 1947 betreuten Kapuziner die Pfarrei. Der Pfarrer von Salouf ist seit 1580 Kustos der Marien-Wallfahrtskirche Ziteil. Im Meiergut Del stiftete Landvogt Caspar Frisch 1595 die Kapelle St. Rochus, die bemerkenswerte Apostelbilder aufweist.
In Mulegn findet sich die letzte gut erhaltene Mühle. Ab 1828 bis zum Brand 1847 waren in Flex an der Julia Schmelzöfen und eine Hammerschmiede in Betrieb. Die oberen Klassen der Primarschule wurden 1972 mit Mon und Stierva zu einem Schulkonsortium zusammengelegt. Die 1969 bis 1980 durchgeführte Gesamtmelioration bremste die Abwanderung etwas. Zu Beginn des 21. Jahrhunderts war die Landwirtschaft, vor allem Viehzucht und Futtergetreide, nicht mehr der dominierende Erwerbszweig. Salouf ist mit seiner Ferienhaussiedlung (mit Aktienanteil der Einwohner) stark nach dem touristischen Zentrum Savognin ausgerichtet.

## Wappen
Blasonierung: In Schwarz eine silberne (weisse) Lilie begleitet von drei sechsstrahligen silbernen Sternen.
Das Hauptmotiv des Wappens, die Lilie, ist das Wappen des aus Salouf stammenden Benedikt Fontana. Zur Unterscheidung von seinem Wappen wurden die Sterne beigefügt.

## Bevölkerung
| Jahr      | 1850 | 1900 | 1950 | 1980 | 1990 | 2000 | 2005 | 2014 |
| Einwohner | 413  | 287  | 289  | 157  | 185  | 205  | 213  | 216  |

### Sprachen
Die Sprache der Bevölkerung ist Surmeirisch, eine regionale Mundart des Rätoromanischen. Bis um 1980 war die Einwohnerschaft grossmehrheitlich romanischsprachig. 1880 waren es 99,1 %, 1910 91,43 % und 1980 88,54 %. Seither verliert die Sprache an Boden, allerdings längst nicht so stark wie in vielen Gemeinden der Region. Die Entwicklung in den vergangenen Jahrzehnten zeigt untenstehende Tabelle:
| Sprachen      | Volkszählung 1980 | Volkszählung 1980 | Volkszählung 1990 | Volkszählung 1990 | Volkszählung 2000 | Volkszählung 2000 |
| Sprachen      | Anzahl            | Anteil            | Anzahl            | Anteil            | Anzahl            | Anteil            |
| ------------- | ----------------- | ----------------- | ----------------- | ----------------- | ----------------- | ----------------- |
| Deutsch       | 13                | 8,28 %            | 24                | 12,97 %           | 40                | 19,51 %           |
| Rätoromanisch | 139               | 88,54 %           | 152               | 82,16 %           | 159               | 77,56 %           |
| Italienisch   | 4                 | 2,55 %            | 4                 | 2,16 %            | 2                 | 0,98 %            |
| Einwohner     | 157               | 100 %             | 185               | 100 %             | 205               | 100 %             |

Alleinige Behördensprache ist Rätoromanisch, welches von 86,3 % der Einwohnerschaft verstanden wird.

### Herkunft und Nationalität
Von den Ende 2005 213 Bewohnern waren 208 (= 97,65 %) Schweizer Staatsangehörige.

## Sehenswürdigkeiten
Das Dorf ist geprägt von teils wohnturmartigen Walserhäusern aus dem 13. Jahrhundert sowie durch in Stil und Dimensionen auffallenden Häusern aus dem 17. bis 19. Jahrhundert. Die Bedeutung der Viehzucht ist anhand der vielen über das Dorf verteilten Holz-Ställe ersichtlich. Einzelne Wohnhäuser weisen restaurierte Hausfassaden und Sgraffiti auf. 
Das Geburtshaus des Bündner Freiheitshelden Benedikt Fontana, ein stattliches Gebäude aus dem 17. Jahrhundert, steht in einer Häuserpartie am Dorfausgang zu Savognin. Sehenswert ist auch das restaurierte Backhaus aus dem späten 18. Jahrhundert. Salouf diente ursprünglich wohl als Festungsanlage, rückendeckend zur Talsperre der Burg Riom. Noch heute findet man in den zur Talseite zugekehrten Hausmauern Schiessscharten.
Auf dem ehemaligen Gemeindegebiet von Salouf liegt Ziteil, das höchstgelegene Gotteshaus Europas. Die Wallfahrtskirche mit Pilgerhaus steht auf einer Höhe von 2429 m ü. M. Der Legende nach gab es im Sommer 1580 zwei Maria-Erscheinungen. Wahrscheinlich schon kurz nach der zweiten Erscheinung wurde in Ziteil eine bescheidene Kapelle gebaut. Die heutige Kirche stammt aus dem Jahr 1848, wurde im Jahr 1957 vergrössert und 1977 erneut aufgestockt. Sie ist somit in ihrem Ursprung weitgehend nicht mehr erhalten. 

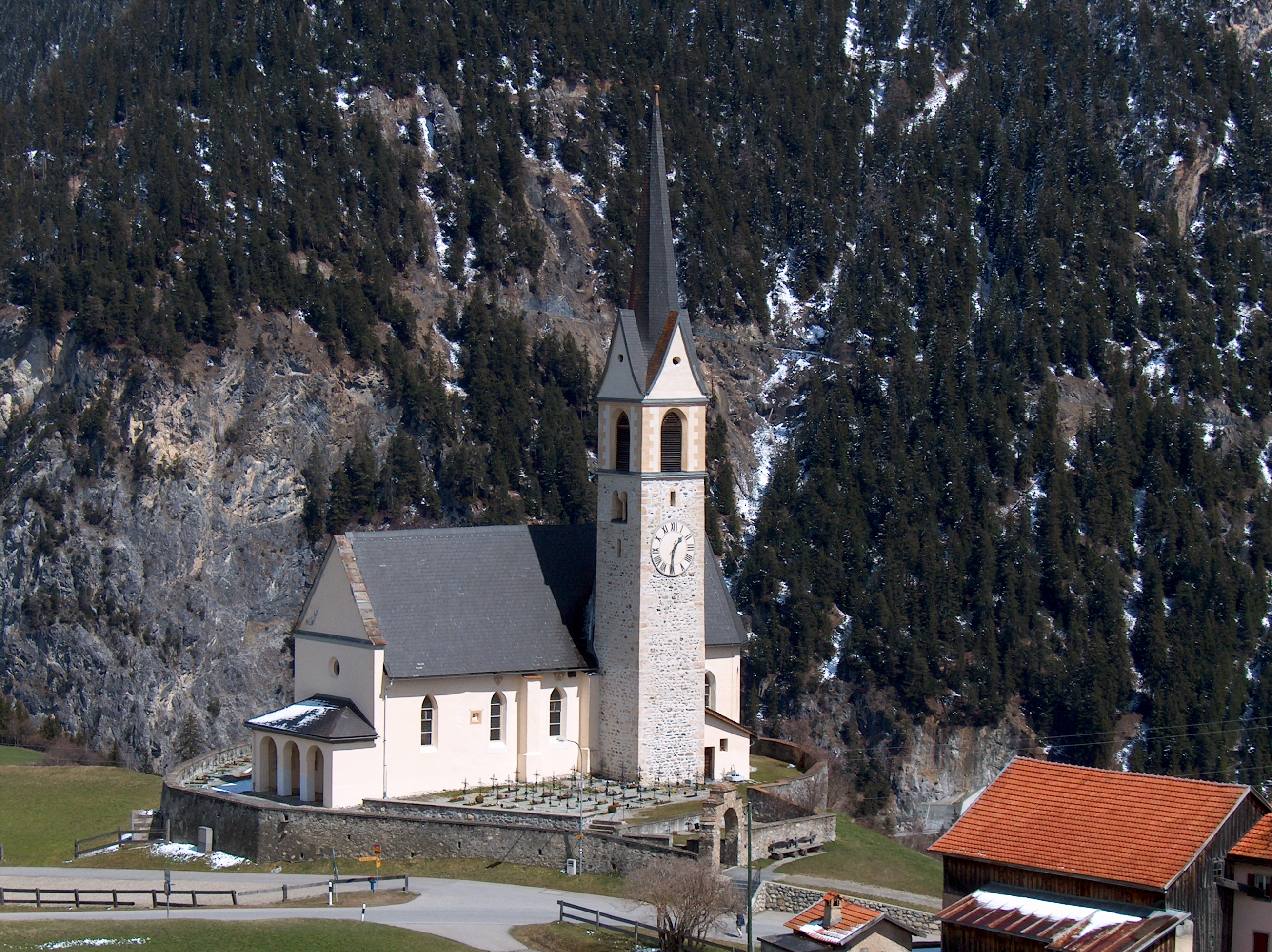
Kirche St. Georg

Die Pfarrkirche St. Georg (S. Gieri) steht am nördlichen Ende von Salouf. Das Gotteshaus wird von einem Campanile beherrscht, der in seinen unteren Partien in die romanische Zeit zurückgeht. Vom romanischen Bau, der um 1290 erstmals erwähnt wird, sind neben dem Turm die Umfassungsmauern des Kirchenschiffes erhalten. 1498 wurde der Neubau des Chores vollendet, 1501 erfolgten der Aufbau des Glockengeschosses und die Einwölbung des Schiffes. Der Hochaltar aus der Zeit um 1515 stammt aus der Werkstatt des Jörg Syrlin (1455–1521). 1880 wurde das Schiff um ein Joch verlängert. 1968 wurden durch den Restaurator Erhard Ressel aus Fischingen alte Fragmente einer gotischen Bemalung freigelegt. Die Bildfolge ist wohl gegen Ende des 14. Jahrhunderts entstanden.
Bemerkenswert ist auch das 1750 erbaute ehemalige Kapuziner-Hospiz (heute Pfarrhaus); der Orden besass in Salouf grossen Einfluss. 
Die heute noch erhaltene Mühle Mulegn Vigl von 1877 im Weiler Mulegn gilt als eine der am längsten mit Wasserkraft betriebenen Kornmühlen der Schweiz und war bis Mitte der 1990er-Jahre in Betrieb.
In einer Schlucht unterhalb von Salouf auf gut 1100 m, an der Mündung des Bergbaches Balandegn in die Julia, liegt die alte Eisenschmelze am Stein Flecs (Ferreia Istorica). Die Eisenschmelze wurde 1828 durch Martin Versell aus Bludenz erbaut und 1981 durch den Verein „Freunde des Bergbaus“ restauriert. Der Hochofen war in Betrieb bis ca. 1850 und die Schmiede bis ca. 1900.

## Söhne und Töchter
- Claudia Demarmels (* 1954), Schauspielerin
- Benedikt Fontana (* um 1450), Bündner Nationalheld